# FreeBSD jail
FreeBSD jail，一種作業系統層虛擬化技術，在FreeBSD作業系統中運作。利用這個技術，FreeBSD的系統管理者，可以創造出幾個小型的軟體系統，這些軟體系統被稱為監獄（jails）。
這個技術被Poul-Henning Kamp採納，加入FreeBSD系統中。2000年，伴隨FreeBSD 4.0版的發布，正式對外公開。系統管理者可以使用jail(8)（页面存档备份，存于）這個命令來調用這個服務。

## 目標
這個技術的目標是：
1. 虛擬化：每個軟體監獄（jail）都是在主機機器上執行的一個虛擬環境，有它自己的檔案系統，行程，使用者與超級使用者的帳戶。在軟體監獄內運行的行程，它面對的環境，跟實際的作業系統環境幾乎是一樣的。
2. 安全性：每個軟體監獄都是獨立運作，與其他軟體監獄隔離，因此能夠提供額外的安全層級。
3. 容易刪除及創建：因為每個軟體監獄的運作範圍有限，這使得系統管理者可以在不影響整體系統的前提下，以超級使用者的權限，來刪除在軟體監獄下運作的行程。

這個技術是基於類Unix系統下的chroot機制，進一步發展而來。chroot jail限制行程只能存取某個部份的檔案系統，但是FreeBSD jail機制限制了在軟體監獄中運作的行程，不能夠影響作業系統的其他部份。也就是說，在軟體監獄中的行程，是運作在一個沙盒上。

## 外部連結
- Jails: Confining the omnipotent root（页面存档备份，存于）
- jail(8) man page（页面存档备份，存于）
- FreeBSD jails（页面存档备份，存于） at ONLamp
- Jail on FreeBSD 6（页面存档备份，存于）
- FreeBSD Handbook: Jails（页面存档备份，存于）